# Kanton Nozeroy
Nozeroy is een voormalig kanton van het Franse departement Jura. Het kanton maakte deel uit van het arrondissement Lons-le-Saunier. Het werd opgeheven bij decreet van 17 februari 2014 met uitwerking op 22 maart 2015.

## Gemeenten
Het kanton Nozeroy omvatte de volgende gemeenten:
- Arsure-Arsurette
- Bief-du-Fourg
- Billecul
- Censeau
- Cerniébaud
- Charency
- Communailles-en-Montagne
- Conte
- Cuvier
- Doye
- Esserval-Combe
- Esserval-Tartre
- La Favière
- Fraroz
- Gillois
- La Latette
- Longcochon
- Mièges
- Mignovillard
- Molpré
- Mournans-Charbonny
- Nozeroy (hoofdplaats)
- Onglières
- Plénise
- Plénisette
- Rix